# Ami Vashi
Ami Vashi (अमी वशी) (Mumbai, ...) è una modella e attrice indiana, incoronata Femina Miss India World 2003.
Nata a Surat da Jay Prakash e Bhadra Vashi, Ami Vashi ha rappresentato l'India a Miss Mondo 2003.